# Juan Alvacete
Juan Ignacio Alvacete (Mendoza, 12 gennaio 1991) è un calciatore argentino, difensore del Central Norte (S).

## Caratteristiche tecniche
È un terzino sinistro che può giocare anche al centro della difesa.